# Stanisław Wierzba
Stanisław Wierzba (ur. 16 kwietnia 1930, zm. 30 sierpnia 2009) − polski kierowca rajdowy, ośmiokrotny rajdowy mistrz Polski, pracownik Fabryki Samochodów Osobowych w Warszawie, odznaczony Krzyżem Kawalerskim Orderu Odrodzenia Polski.

## Życiorys
Od roku 1947 był członkiem Automobilklubu Polski. Był pracownikiem Żerańskiego zakładu Fabryki Samochodów Osobowych w Warszawie, członkiem ekipy fabrycznej FSO. W latach 1950–1960 był ośmiokrotnie rajdowym mistrzem polski w różnych klasach, startując samochodami Warszawa i Syrena. W roku 1959 został zwycięzcą Rajdu Polski w klasie III. Na początku lat sześćdziesiątych startował w Rajdzie Monte Carlo:
- w roku 1960 (136. miejsce jako pilot Mariana Zatonia[2])
- w roku 1961 (96. miejsce wspólnie z pilotem Longinem Bielakiem[3])
- w roku 1962 (210. miejsce wspólnie z pilotem Longinem Bielakiem[4])
- w roku 1964 (nieklasyfikowany z powodu przekroczenia limitu czasu wspólnie z pilotem Marianem Repetą[5]).

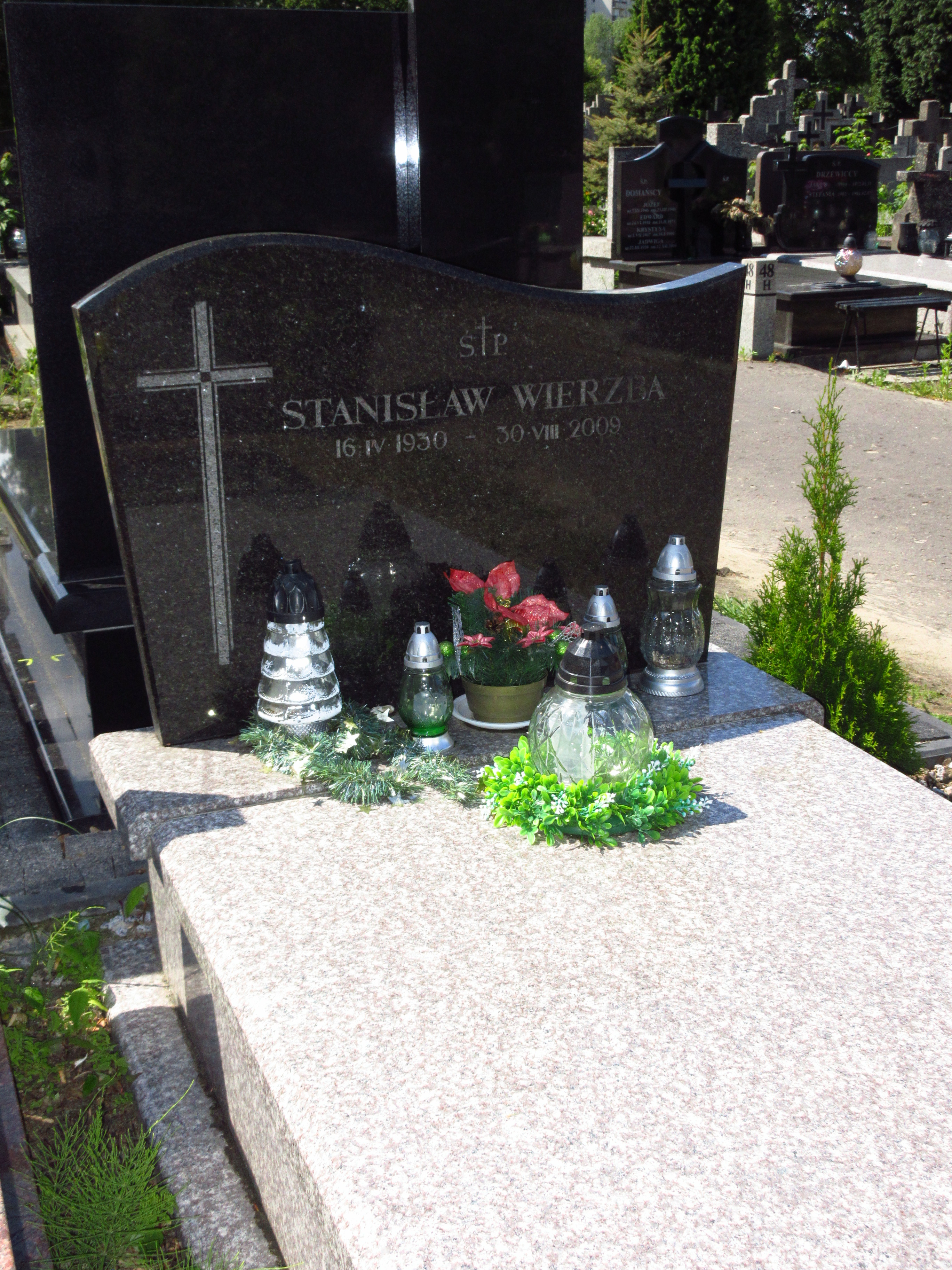
Grób Stanisława Wierzby na Cmentarzu Bródnowskim.

Odznaczony tytułem Mistrza Sportu. Pochowany na cmentarzu Bródnowskim (kwatera 46G-5-31).